# Гусевское сельское поселение (Ростовская область)
Гу́севское се́льское поселе́ние — сельское поселение в составе Каменского района Ростовской области России.
Административный центр поселения — хутор Гусев.

## Административное устройство
В состав Гусевского сельского поселения входят:
- хутор Гусев;
- хутор Верхнеерохин;
- хутор Илюхин;
- хутор Исаев;
- хутор Нижнеерохин;
- хутор Плешаков.

## Население
| 2010  | 2012  | 2013  | 2014  | 2015  | 2016  | 2017  |
| ----- | ----- | ----- | ----- | ----- | ----- | ----- |
| 1477  | ↘1434 | ↘1414 | ↘1372 | ↘1344 | ↘1314 | ↘1288 |
| 2018  | 2019  | 2020  | 2021  |       |       |       |
| ↘1274 | ↘1254 | ↘1230 | ↘1205 |       |       |       |